# 11ª Divisione fanteria "Brennero"
La 11ª Divisione fanteria "Brennero" fu una grande unità del Regio Esercito, operativa durante la seconda guerra mondiale. Era in particolare una divisione di fanteria da montagna, che si distingueva dalle analoghe unità di fanteria ordinarie per la trazione del Reggimento di artiglieria divisionale, che risultava composto da due gruppi someggiati e di uno carrellato, invece che di due ippotrainati ed uno someggiato e per l'utilizzo di salmerie invece che del classico carreggio. Con il progredire della guerra e la progressiva motorizzazione di una parte considerevole delle artiglierie divisionali, le divisioni da montagna divennero sostanzialmente indistinguibili dalle normali divisioni di fanteria, e la denominazione specifica andò progressivamente in disuso.

## Storia
Le origini della divisione risalgono alla Brigata "Avellino", costituita il 26 maggio 1916, che il 15 ottobre 1926, nell'ambito del riordino dell'ordinamento del Regio Esercito, assume la denominazione di XI Brigata di Fanteria. Questa, basata sui 231º e 232º Reggimento fanteria "Avellino" e sul 18º Reggimento fanteria "Aqui", formava insieme al 9º Reggimento artiglieria da campagna la 11ª Divisione Militare Territoriale di Bolzano, che nel 1934 fu trasformata nell'unità operativa denominata 11ª Divisione fanteria del Brennero. Con l'ordinamento Pariani del 1939 il livello ordinativo di brigata venne sciolto e le divisioni diventano binarie; in tal modo dalla 11ª Divisione fanteria "Brennero" dipenderanno direttamente il 231º e 232º Reggimento fanteria "Avellino" ed il 9º Reggimento artiglieria "Brennero".
Il 4 gennaio 1940 la divisione viene inquadrata nella 4ª Armata ed inviata nella zona di Pianezza e San Maurizio del Campo. Il 10 giugno 1940, alla dichiarazione di guerra, è dislocata sul fronte delle Alpi occidentali, in riserva di armata. Il 19 giugno alcuni suoi reparti partecipano, al comando del I Corpo d'armata, allo sfondamento lungo la rotabile del Moncenisio, attacchi che si ripetono con scarso successo il 22 ed il 24. Il 24 occupa Lanslevillard e poi Lanslebourg, fino ai primi tornanti del Moncenisio. Ultimata la campagna con 9 morti, 9 congelati e 74 feriti, la grande unità è posta in stato di smobilitazione insieme ad altre 22 divisioni e riportata quindi agli organici dello stato di pace (ovvero con i reggimenti su tre battaglioni ridotti, un plotone mortai e una batteria da accompagnamento ridotta, una compagnia mortai da 81 mm su due plotoni, una compagnia anticarro su due plotoni, un reggimento artiglieria su tre gruppi di tre batterie e una batteria da 20 mm ridotta, una compagnia genio mista ed una autosezione pesante).
Nel dicembre del 1940 la divisione viene inviata sul fronte greco, sbarcando a Valona il 24 del mese, inquadrata nel XXV Corpo d'armata della 11ª Armata ed impiegata nel settore di Telepeni; sostiene il primo combattimento a Kurvelesh il 31 dicembre. L'organico, simile a quello del 1940 in Francia, prevede i gruppi di artiglieria Škoda 7,5 cm Vz. 1915 carrellati invece che someggiati e il XI Battaglione su sole due compagnie da mortai da 81, mentre il 2 gennaio 1941 la divisione riceve la 35ª Legione CC.NN. "Alto Adige" su due battaglioni. Il 10 gennaio è schierata in Val Salarjie insieme al 42º Reggimento fanteria "Modena" della 37ª Divisione fanteria "Modena", il II Battaglione/18º Reggimento fanteria "Acqui" della 33ª Divisione fanteria "Acqui" ed il Battaglione "Bolzano"/11º Reggimento alpini della 5ª Divisione alpina "Pusteria". Nell'ambito del riordinamento del gennaio 1941 l'unità viene compresa nel 4º blocco insieme alle divisioni "Cuneo", "Legnano", "Lupi di Toscana", "Pinerolo" e "Cacciatori delle Alpi", ma durante l'offensiva greca su Telepeni dal 9 al 12 febbraio, l'organico delle compagnie fucilieri è di appena 50 uomini sui 150 della forza prevista, mentre i quadrupedi sono appena un terzo. Durante la battaglia dell'Epiro, dal 7 al 23 aprile è impegnata nella conquista di Kurvelesh. Terminate le operazioni belliche, la grande unità viene assegnata a compiti di occupazione e controguerriglia, inquadrata nel III Corpo della 11ª Armata, per essere poi trasferita in Grecia. La divisione perde il 231º Reggimento che rimane in Albania alle dipendenze della 41ª Divisione fanteria "Firenze" e riceve, all'inizio del 1942, il 331º Reggimento fanteria "Brennero", costituitosi il 1º novembre 1941 dal deposito del 231º.
Dal 1º agosto del 1942 l'unità inizia la trasformazione in divisione autotrasportabile tipo AS 1942, cedendo il XI Battaglione mortai da 81 alla LI Brigata speciale "Lecce", il 331º fanteria alla 50ª Divisione fanteria "Regina" di stanza a Rodi e rimpatriando la legione CC.NN. ed il reggimento d'artiglieria, stabilizzandosi su un organico di 412 ufficiali e 8198 sottufficiali e truppa ma perdendo molte delle armi e dei mezzi che verranno inviati alle unità combattenti in Libia ed in Tunisia. Nel novembre 1942 diventa amministrativamente autonoma, dipendendo direttamente dalla 11ª Armata. Nello stesso mese al 9º Reggimento artiglieria "Brennero" vengono assegnati il DLVIII Gruppo semoventi M41 e il XLVII Gruppo contraereo da 75/46 C.A. Mod. 1934, seguiti il mese successivo da un gruppo da 75/32 Mod. 1937 e uno su pezzi 75/27 Mod. 1911. Nel gennaio 1943 viene aggregato un ulteriore gruppo da 75/32.
Nel febbraio del 1943 la divisione, alle dipendenze del IV Corpo della 9ª Armata, viene ritrasferita in Albania, presso Durazzo, dove muta nuovamente organico in divisione motorizzata tipo 1943. In seguito all'8 settembre 1943, la grande unità viene sciolta. Consegnate le armi ai tedeschi, i suoi uomini riescono a reimbarcarsi per l'Italia, tranne il III Battaglione/231º Reggimento fanteria "Avellino" di stanza a Porto Edda che si imbarca per Corfù, dove seguirà le sorti di quel presidio, ed il I Battaglione/231º Reggimento fanteria "Avellino" (insieme ad altri elementi isolati della divisione) che si unisce ai partigiani albanesi.

## Ordine di battaglia: 1940/42

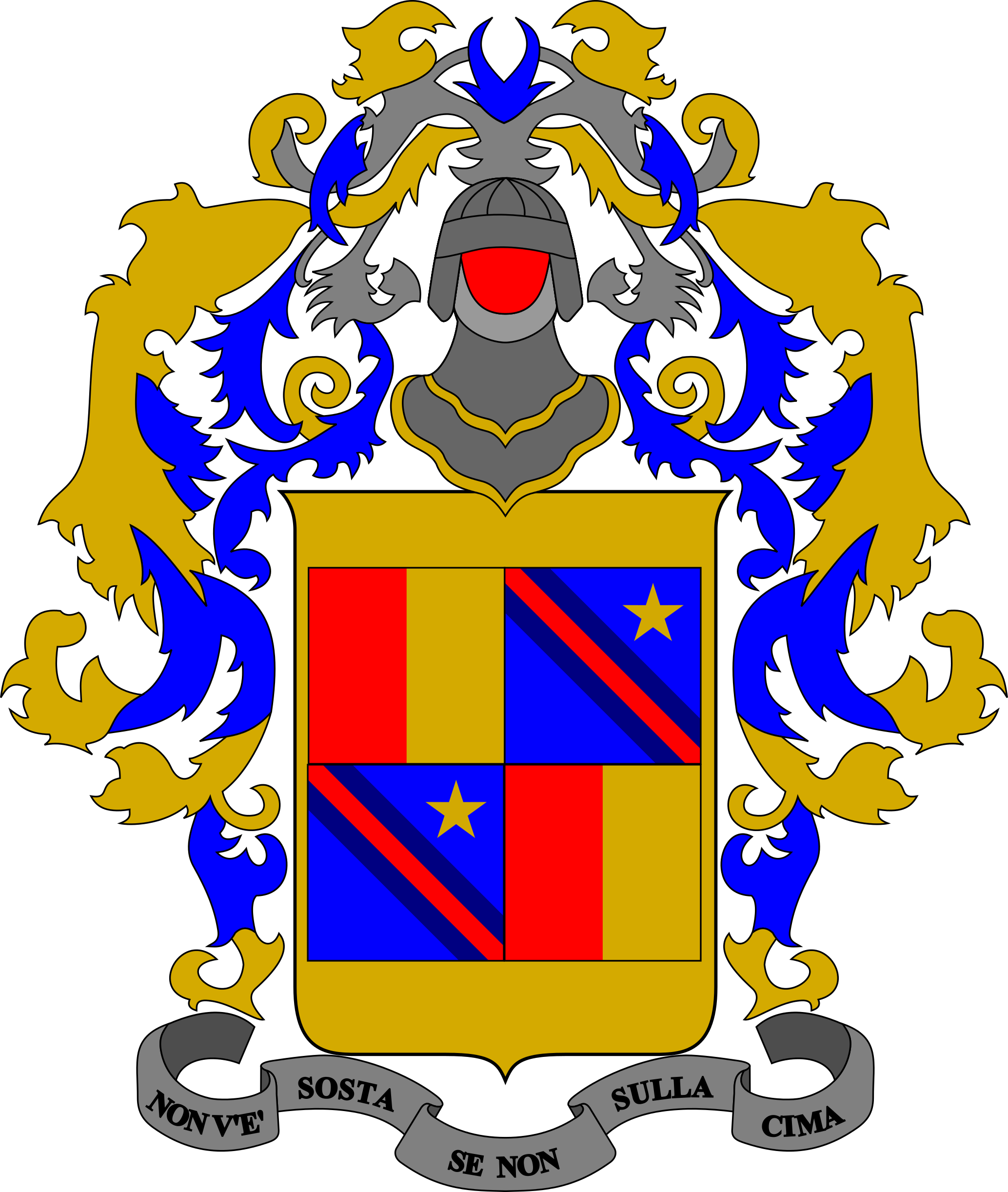
Lo stemma araldico del 232º Reggimento fanteria "Avellino", 1939

Comando della fanteria divisionale (Gen. B. Salvatore D'Arminio Monforte dal 20 luglio 1941 al 31 luglio 1942)
vice comandante (Gen. B. Salvatore D'Arminio Monforte dal 1º agosto al 25 settembre 1942)
vice comandante (Gen. B. Aldo Princivalle dal 26 settembre al 20 ottobre 1942)
- 231º Reggimento fanteria "Avellino"
- 232º Reggimento fanteria "Avellino"
- 331º Reggimento fanteria "Brennero" da maggio a ottobre 1942
- 45ª Legione CC.NN. "Alto Adige"
  - XXXV Battaglione CC.NN. "Indomita"
  - XLV Battaglione CC.NN. "Alto Adige"
- 9º Reggimento artiglieria "Brennero"
  - DLXXXVIII Gruppo artiglieria semoventi M41
  - 205ª Batteria contraerei da Breda 20/65 Mod. 1935
  - 211ª Batteria contraerei da 20/65ª
- XI Battaglione mortai da 81
- 132ª Compagnia controcarri da 47/32 Mod. 1935
- CXI Battaglione misto genio
  - 11ª Compagnia mista telegrafisti/marconisti
  - 32ª Compagnia genio
- 38ª Sezione sanità
- 139ª Autosezione
- 28ª Sezione panettieri

## Ordine di battaglia: 1942/43
- Vice comandante (dal 16 settembre 1942 Gen. B. Aldo Princivalle, dal 5 novembre 1942 Gen. B. Ugo Abbondanza e dal 22 marzo 1943 Gen. B. Augusto Caretta)
- 231º Reggimento fanteria "Avellino"
- 232º Reggimento fanteria "Avellino"
- 9º Reggimento artiglieria "Brennero"
  - DLVIII Gruppo semoventi M41
  - XLVII Gruppo contraereo da 75/46 C.A. Mod 1934
  - due gruppi da 75/32 Mod. 1937
  - un gruppo da 75/27 Mod. 1911
- XI Battaglione mortai da 81
- XXVI Battaglione mitraglieri
- CDXXIX Battaglione costiero
- CXI Battaglione genio
- 258º Ospedale da campo
- 1 batteria motorizzata G.a.F. da 75/27 Mod. 1911
- 99ª Autosezione
- 60ª Sezione sussistenza
- 80ª Sezione trasporti

## Comandanti 1939-1943
- Gen. D. Arnaldo Forgiero (1º settembre 1939 - 30 settembre 1940)
- Gen. D. Paolo Berardi (22 ottobre 1940 - 1º ottobre 1941)
- Gen. D. Licurgo Zannini (18 ottobre 1941 - 10 febbraio 1942)
- Gen. D. Mario Marghinotti (11 febbraio - 20 ottobre 1942)
- Gen. B. Aldo Princivalle (21 ottobre 1942 - 9 settembre 1943)